# Maria Helena
Maria Helena är en kommun i Brasilien.   Den ligger i delstaten Paraná, i den södra delen av landet, 1 000 km sydväst om huvudstaden Brasília. Antalet invånare är 5 956.
Trakten runt Maria Helena består i huvudsak av gräsmarker. Runt Maria Helena är det glesbefolkat, med 13 invånare per kvadratkilometer.